# Forte Porta Nuova
Forte Porta Nuova, originariamente chiamato Werk Clam, è stata una fortificazione posta a sud di Verona, parte del complesso sistema difensivo cittadino e più in particolare del primo campo trincerato di pianura, messo in opera tra 1848 e 1856. Il forte fu realizzato tra 1848 e 1850 e completato del muro distaccato alla Carnot e di tre caponiere nel 1859; i lavori furono seguiti dal direttore dell'Imperiale Regio Ufficio delle Fortificazioni di Verona, il maggiore Conrad Petrasch.
Intitolato al conte Eduard Clam-Gallas, luogotenente feldmaresciallo e comandante di brigata sotto Josef Radetzky durante la campagna del 1848-1849, il forte venne completamente spianato e demolito dopo la prima guerra mondiale.

## Descrizione
Il forte è a tracciato poligonale con ridotto centrale e ridotto di gola. L'impianto, asimmetrico a semiottagono allungato, faceva sistema con i forte Palio e la torre Tombetta, con la quale formava il cardine orientale, sull'Adige, dello schieramento fortificato. La sua posizione, già individuata nei progetti di Franz von Scholl, era di speciale importanza: il forte era infatti situato a 1 100 metri da porta Nuova, all'inizio del lungo viale alberato e al centro della congiunzione tra la strada proveniente da Mantova e la strada proveniente da Legnago, entrambe prese d'infilata dalle artiglierie dei suoi fianchi. Inoltre batteva la campagna antistante tra Santa Lucia, Tomba, Tombetta e le numerose strade campestri convergenti verso porta Nuova. Anche dopo la costruzione del secondo campo trincerato nel 1861, il forte mantenne compiti difensivi e di sicurezza, nel dominio dell'ampio settore sul rovescio dei forti Dossobuono, Azzano e Tomba.
Il ridotto centrale è a segmento di torre cilindrica su un solo piano, con copertura terrapienata disposta a piattaforma per l'artiglieria; anche al piano terra, in casamatta, potevano essere collocate artiglierie. Con i successivi lavori di rafforzamento e ampliamento furono costruiti due tratti di muro convergenti, a delimitare il cortile di sicurezza, che collegavano la semitorre al grande ridotto di gola casamattato, su pianta cruciforme, in parte sporgente al centro del fronte di gola, con funzione di caponiera difensiva. Sui due fianchi contrapposti, in ampliamento, vennero inserite batterie a doppio ordine di fuoco, in casamatta e a cielo aperto. Anche il nuovo fronte di gola, con i muri a tracciato spezzato, era ordinato per la difesa d'artiglieria.
In posizioni simmetriche, rispetto al ridotto di gola, erano inseriti i due portali di ingresso al forte, ciascuno con l'antistante ponte levatoio. Procedendo verso il piazzale maggiore si scorgevano gli ingressi delle due poterne. Nel cortile di sicurezza, tra i due ridotti, era situato il pozzo per la riserva d'acqua. Il terrapieno semiottagonale allungato, con le postazioni d'artiglieria, era difeso sul fondo del fossato asciutto dal muro distaccato alla Carnot, con le tre caponiere per il fiancheggiamento d'artiglieria. Le due poterne, in diretta corrispondenza con le caponiere laterali, mettevano in comunicazione il piazzale interno del forte con il cammino di ronda lungo il muro alla Carnot, ordinato per fucilieri, e con la caponiera centrale.

## Armamento
L'armamento della fortificazione consisteva in:
- 14 bocche da fuoco

## Presidio di guerra
Il presidio in caso di guerra della fortificazione consisteva in:
- 70 uomini